# Krępa (powiat poddębicki)
Krępa – wieś w Polsce położona w województwie łódzkim, w powiecie poddębickim, w gminie Poddębice, ok. 11 km na zachód od Poddębic.
W latach 1975–1998 miejscowość należała administracyjnie do województwa sieradzkiego.
W zabudowaniach dawnego majątku ziemiańskiego przez wiele lat po II wojnie światowej funkcjonowała wytwórnia win, przetworów owocowych i warzywniczych należąca do Łódzkiego Przedsiębiorstwa Produkcji Leśnej „Las”.
7 września 1939 wkraczający do wsi żołnierze Wehrmachtu podpalili zabudowania i zamordowali 4 mieszkańców wsi.